# Famille de Martimprey
Pour les articles homonymes, voir Martimprey.
La famille de Martimprey est  une famille subsistante de la noblesse française originaire de Lorraine, anoblie en 1614 ou maintenue noble en 1618. Elle a obtenu un titre de comte en 1874.
Elle compte parmi ses membres des officiers et des généraux, un sénateur du Second Empire, un député du Nord, un écrivain, un résistant.

## Origines
Louis-Charles de Waroquier est le premier à publier en 1785 une généalogie de la famille de Martimprey , sans doute fournie par la famille de Martimprey (il écrit en  1783 « on nous a promis la généalogie de cette maison que nous donnerons dans la suite de nos ouvrages »).
Adrien Bonvalet rapporte que l'ancienne famille homonyme de Martimprey, connue en Franche-Comté, est éteinte.
Henri Jougla de Morenas indique au conditionnel les premiers degrés de cette filiation reliant les Martimprey de Lorraine à Hugues de Martimpré, chevalier à Besançon en 1266 et aux Martimpré de Franche-Comté. Il écrit : « Cette famille est originaire de Lorraine où elle serait connue depuis Hugues, tué en 1250 en combattant les infidèles, Mathieu de Martimprey, vivant en 1260 aurait été le cinquième aïeul de Louis de Martimprey, seigneur de Villefond, enseigne des ordonnances du roi en 1465, qui aurait été père de : Nicolas de Martimprey. seigneur de Villefond... ».

## Histoire
Au XVIIIe siècle, Joseph de Martimprey quitte les Vosges pour s’installer au château de Romécourt, à Azoudange, en Moselle. Il est l'auteur de la branche ainée des Martimprey de Romécourt. Les Martimprey sont au XVIIe siècle au service des ducs de Lorraine dans des fonctions militaires, administratives ou politiques.
La branche cadette, restée dans les Vosges, se fait alors appeler Martimprey de Villefont de Choisimont. Au XIXe siècle, Augustin Dominique Romain de Martimprey, de la branche cadette, s’installe à Meaux, en Seine-et-Marne. Il est l'auteur du seul rameau subsistant de cette famille.

### Noblesse
Selon des auteurs contemporains comme Henri Jougla de Morenas dans le Grand Armorial de France, Philippe du Puy de Clinchamps dans À quel titre ? ou les auteurs du Dictionnaire de la noblesse française, la famille de Martimprey a été anoblie en 1614 par lettres du duc de Lorraine. Louis de Waroquier écrit (sur la base d'une généalogie transmise par la famille) en 1785 qu'il s'agit d'un homonyme Nicolas Henri (nom de famille), marié à Marie-Élenore de Martimpré qui fut anobli le 8 décembre 1514 par lettres d’Henri II duc de Lorraine sous les noms et armes de son épouse Martimprey.
Les auteurs du Dictionnaire de la noblesse française (1977) écrivent que la famille de Martimprey a été anoblie par lettres du duc de Lorraine en date du 8 décembre 1614. La famille de Martimprey le conteste en indiquant que l’anoblissement concernait en réalité Nicolas Henri dit de Martimprey qui avait épousé une de Martimprey et fut anobli sous le nom de Martimprey et non Nicolas Henri de Martimprey (son cousin) de la famille de Martimprey et que cela est contredit par les lettres patentes du 4 mai 1618 qui confirment la noblesse des Martimprey avec onze degrés et rappellent le différend avec Nicolas Henri dit de Martimprey. Les auteurs indiquent que si les lettres patentes du 4 mai 1618 existent bien aux  Archives nationales, on ne peut en certifier l’authenticité car il s’agit d’un don familial et non d’une pièce officielle enregistrée sous l’Ancien Régime. De même ces lettres n’ont pas été enregistrées et l’on n’en trouve nulle trace dans les archives de Lorraine. Ils ajoutent « en Lorraine on n’est pas tout à fait convaincu de la valeur des preuves fournies par la famille de Martimprey quand elle obtint des lettres patentes du 4 septembre 1752 confirmant sa noblesse de race d’extraction ».
Régis Valette indique que la famille de Martimprey est originaire de Lorraine et a été maintenue noble en 1618.
Arnaud Clement dans La noblesse française, écrit : « Martimprey (de) (Lorraine, Picardie) : anobli par lettres patentes du duc de Lorraine datées du 8 décembre 1614, reconnu noble en 1685, comte héréditaire le 1er août 1870, régularisé le 21 mai 1874. L’origine de la noblesse de cette famille est sujette à contestation (cf. le supplément de Séreville et Saint-Simon) ».

### Récapitulatif
- Lettres patentes d'anoblissement du duc de Lorraine en date du 8 décembre 1614[1],[6],[8]
- Lettres patentes de confirmation de noblesse du duc de Lorraine en date du 4 mai 1618[7] (authenticité des preuves contestées)[6]
- Maintenu dans les qualités de chevalier comte et baron par l'intendant de Lorraine le 1er mai 1685[2]
- Confirmation de noblesse d'extraction par lettres patentes du duc de Lorraine du 4 septembre 1752 (authenticité des preuves contestées)[6]
- Maintenu chevalier, comte et baron par arrêt de la Cour Souveraine de Lorraine, le 27 avril 1765[2]
- Reconnu comte héréditaire par décret du 21 mai 1874[7]

## Généalogie

### Branche aînée: de Martimprey de Romécourt
Joseph  de Martimprey (1658-1720) (fils aîné de Jean de Martimprey marié en 1647 à Jacqueline Michel) eut pour fils : Jean Joseph, né en 1705 qui fut le père Jean Joseph Félix (1744-1835) marié à Françoise Justine Guérin, dont il eut : Marie Jean François (1803-1879) marié à Adelaide de Lespée, qui lui donna entre autres : Charles Edouard de Martimprey de Rarécourt, né en 1840, qui épousa en 1870 Jeanne Chautan de Vercly et continua. Cette branche s'est éteinte en 1972 avec Charles Edouard : Marie Dominique François Xavier de Martimprey.

### Branche cadette: de Martimprey de Villefont
Jean François de Martimprey (1664) (second fils de Jean de Martimprey et de Jacqueline Michel) fut reconnu noble en 1685 et épousa en 1708 Catherine du Saulget dont il eut : 1) Nicolas, auteur d'un rameau éteint en 1835; 2) Augustin, seigneur de Choisimont (1719-1765) marié en 1751 à Thérèse Abram, dont il eut : François (1752-1794) allié en 1778 à Marie Apolline Potier dont : Augustin Dominique (1781-1869) qui épousa en 1807 Angélique Royer de Maulny et en eut : A. Edmond Charles comte de Martimprey, général de division, grand croix de la Légion d'honneur, gouverneur général de l'Algérie (1808-1883), confirmé comte héréditaire en 1874, marié en 1848 à Louise Thérèse Mesnard de Chouzy, d'où postérité; B. Ange Edmond de Martimprey (1809-1875) général de division, grand officier de la Légion d'honneur, sans postérité.

## Personnalités
- Edmond-Charles de Martimprey (Meaux, 16 juin 1808 - Paris, 24 février 1883), général de division, gouverneur général de l'Algérie par intérim (mai à septembre 1864), sénateur du Second Empire (1864-1870), gouverneur des Invalides (1870-1871)
- Ange Auguste de Martimprey (Meaux, 16 juin 1809 - Paris, 15 février 1875), général de division distingué à la bataille de Magenta
- Edmond Louis de Martimprey (Paris, 2 septembre 1849 - Paris, 22 novembre 1892), fils d'Edmond-Charles, député du Nord (1885-1889)
- René de Martimprey, écrivain.
- Pierre de Martimprey (Aisonville et Bernoville, 29 juillet 1890 - mort pour la France, Guise, 14 juin 1944), chevalier de la légion d'honneur (1923), croix de guerre 1914-1918, maire d'Aisonville et Bernoville, il fut fusillé par les allemands pour avoir caché chez lui un groupe de FTP ayant tué un soldat allemand sur la commune[9] ;
- Éric de Martimprey (Pontoise, 18 janvier 1923 - camp de concentration de Hinzert, 2 septembre 1943), résistant, mort en déportation en Allemagne durant la Seconde Guerre mondiale.

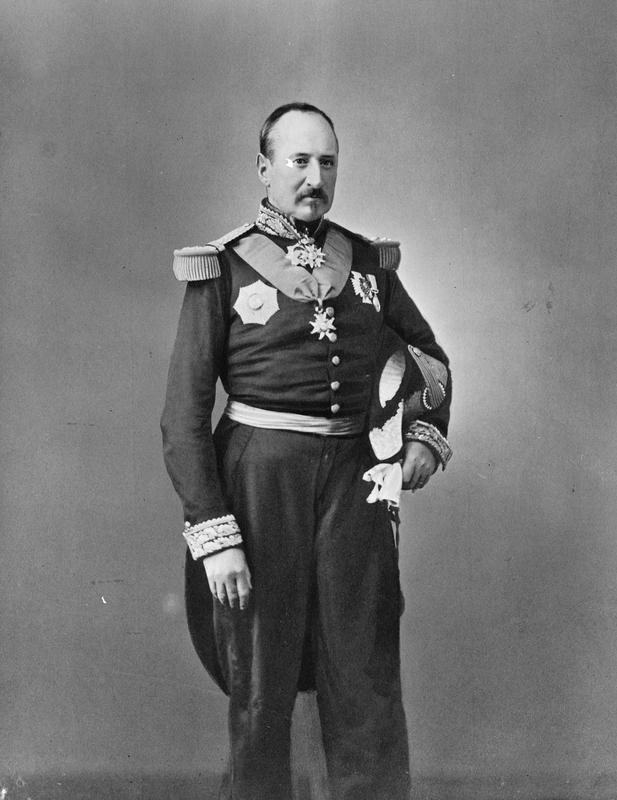
Edmond-Charles de Martimprey (1808-1883) pendant la guerre de Crimée (1854-56)
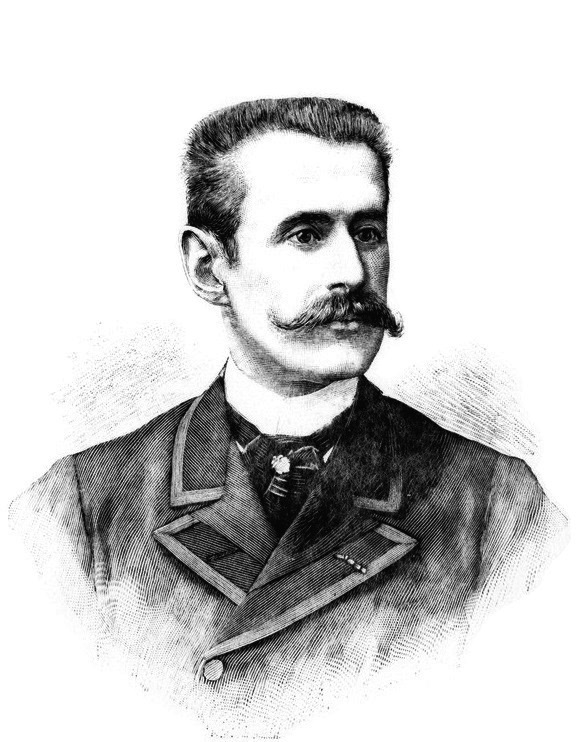
Edmond Louis de Martimprey (1849-1892)

## Alliances
Les principales alliances de la famille de Martimprey sont : Sautereau du Part (1935), de Gaigneron Jollimon de Marolles, della Faille de Leverghem, Testu de Balincourt, de Botmiliau, Le Père de Graveron, d'Armand de Chateauvieux, de Vitton de Peyruis.

## Terres et demeures
La famille posséda à partir du XVe siècle le fief de Martimpré à Gerbépal dans les Vosges.
Les Martimprey possédaient au XVIIIe siècle une maison seigneuriale, appelée « château », dans le village de Laval-sur-Vologne, en contrebas du siège bailliager qui était Bruyères.

## Armes et devise

Blason des Martimprey avec cimier et ornements extérieurs.

- Armes : D’azur, à la fasce d’or chargée de trois étoiles de gueules[1].
- Devise : Pro fide pugnando » ou « Combattant pour la foi ».

## Postérité
- La rue de Martimprey, une rue de Meaux, ville natale d'Edmond-Charles de Martimprey (1808-1883), est ainsi nommée en la mémoire de ce dernier
- La rue Éric de Martimprey, une rue de Pontoise, ville natale d'Éric de Martimprey (1923-1943), est ainsi nommée en la mémoire de ce dernier
- Martimprey-du-Kiss, nom attribué entre 1908 et 1956 à Ahfir, une localité située dans le nord du Maroc  (d'après le gouverneur général de l'Algérie du même nom (Edmond-Charles de Martimprey, 1808-1883))
- Martimprey, nom attribué entre 1915 et 1956 à Aïn El Hadid, une localité située dans le nord de l'Algérie (d'après le gouverneur général de l'Algérie du même nom (Edmond-Charles de Martimprey, 1808-1883))
- Blason du village de Gerbépal qui est pratiquement le même que celui de la famille de Martimprey